# Субетей
Субетей багатур е монголски военачалник, основният стратег на Чингис хан и Угедей хан. Той подпомага Чингис хан при завоюването на Монголия, Северен Китай и Средна Азия и командва армиите на Бату хан във Волжка България, Киевска Рус, Полша и Унгария.
Син на ковач, благодарение на способностите си Субетей се издига до орлок, най-високото положение в Монголската империя, заемано от човек извън рода на Чингис хан. Той е сред най-висшите монголски военачалници, след самия Чингис хан. Самият хан не вземал решение преди да чуе неговото мнение. Оценил важността на обсадната техника-катапулти и требушети, заслони за обсаждащата войска, поради което привлича в армията си хора с технически умения от подчинените народи. Субетей превръща разузнаването, логистиката и дългосрочното военно планиране в истинско изкуство. При похода в Източна и Централна Европа, например, той събира информация за противника повече от година преди самите военни действия. Тактиката му е съобразена със спецификата на противника, терена и атмосферните условия, но най-често в нейната основа е леката кавалерия, а мобилността и доброто снабдяване на армиите е сред основните му приоритети. Изключителен прагматик при воденето на битките. Не се е колебаел, ако трябва да жертва част от войниците си, за да спечели битката.